# Kim Jong (Tischtennisspielerin)
Kim Jong (김정; * 19. April 1989 in Süd-Hamgyŏng) ist eine nordkoreanische Tischtennisspielerin.  Bei der Weltmeisterschaft 2013 in Paris gewann sie zusammen mit Kim Hyok-bong als Mixed-Paar den Titel für Nordkorea. Sie nahm zweimal an den Olympischen Spielen teil.

## Karriere
Kim nahm an den Olympischen Spielen in Peking und in London teil, konnte aber keine Medaille gewinnen. In London belegte sie mit dem Frauen-Team im Mannschaftswettbewerb den 5. Platz.

## Turnierergebnisse
| Verband | Veranstaltung      | Jahr | Ort       | Land | Einzel    | Doppel        | Mixed      | Team     |
| ------- | ------------------ | ---- | --------- | ---- | --------- | ------------- | ---------- | -------- |
| PRK     | Asienmeisterschaft | 2009 | Lakhnau   | IND  | letzte 16 | Viertelfinale |            |          |
| PRK     | Asienmeisterschaft | 2007 | Yangzhou  | CHN  |           |               | Halbfinale |          |
| PRK     | Asienspiele        | 2010 | Guangzhou | CHN  | letzte 16 |               |            |          |
| PRK     | Asienspiele        | 2006 | Doha      | QAT  | letzte 16 |               |            |          |
| PRK     | Olympische Spiele  | 2012 | London    | ENG  | letzte 32 |               |            | 5. Platz |
| PRK     | Olympische Spiele  | 2008 | Peking    | CHN  | letzte 32 |               |            |          |